# Har Avihu
Har Avihu (hebrejsky: הר אביהוא) je vrch o nadmořské výšce přes 450 metrů v severním Izraeli, v Dolní Galileji.
Leží cca 1 kilometr severně od centra Nazaretu. Má podobu výrazného návrší, které je součástí vysočiny Harej Nacrat a dominuje ze severu historickému Nazaretu. Vrcholové partie hory jsou z větší části stavebně využity pro zástavbu města Nazaret. Pouze severní svah, který spadá do údolí Nachal Cipori, má fragment volné krajiny. Na východní straně navazuje hora Har Nadav.